# Victor Conte
Victor Conte er en tidligere musiker med Tower of Power og grundlægger og direktør for BALCO, et center for sportsernæring i Californien. Han afsonede tid i fængslet i 2005 efter at have nægtet sig skyldig i sammensværgelse for at distribuere steroider og hvidvaskning af penge.
I 1970'erne spillede Conte basguitar i gruppen Common Ground med fætteren Bruce (senere i Tower of Power) på elektrisk guitar.
Han grundlagde senere Bay Area Laboratory Co-operative eller BALCO, ey sports ernæring center i Burlingame i Californien, med United States Anti-Doping Agency (USADA) og udviklede det forbudte steroide tetrahydrogestrinone (THG) ved hjælp af bodybuilding-keramisten Patrick Arnold. 
I 2004 afslørede Victor Conte, at han havde givet basketball-spilleren Marion Jones præstationsfremmende midler i 2000 (før, under og efter OL).